# Schätz it if you can
Schätz it if you can ist ein Wissens- und Bluffspiel des deutschen Spieleautors Ralf zur Linde aus dem Jahr 2023. Es erschien 2023 beim Moses. Verlag und wurde 2024 von der Jury des Spiels des Jahres auf die Empfehlungsliste zum Spiel des Jahres aufgenommen.

## Hintergrund und Ausstattung
In dem Spiel Schätz it if you can müssen die Mitspieler bei verschiedenen Wissensfragen Antworten nach ihren Werten sortieren. Dabei können sie die gefragten Werte auch schätzen und mit der Antwort bluffen. Das Spielmaterial besteht neben der Spielanleitung aus 75 Fragekarten, neun Holzklötzchen, fünf Punktemarkern, einem Holzbalken, einem Kartenhalter und einer Deckkarte. Zudem befindet sich eine Punkteleiste am Rand der Spielschachtel.

## Spielweise
Das Spiel kann mit zwei bis fünf Spielern gespielt werden. Zu Beginn werden die vorsortierten Karten als Nachziehstapel in die Tischmitte gelegt; sie sind vorsortiert nach Schwierigkeitsgrad und sollen nicht gemischt werden. Die Deckkarte liegt oben auf den Kartenstapel und bleibt dort. Die Holzklötzchen, der Kartenhalter und der Holzbalken kommen ebenfalls in die Tischmitte. Jeder Spieler bekommt einen Punktemarker, den er auf die Punkteleiste auf dem Schachtelrand aufsteckt.
Das Spiel wird über mehrere Runden im Uhrzeigersinn gespielt. Ein Startspieler nimmt die unterste Karte vom Kartenstapel und schiebt sie von hinten in den Kartenhalter. Danach wird der Kartenhalter umgedreht und das Kontrollfenster mit dem Holzbalken verdeckt. Die Fragenkarte wird so weit nach oben geschoben, dass die Frage und die ersten beiden Antworten sichtbar sind. Danach werden die Frage und die beiden Antworten laut vorgelesen und der aktive Spieler rät oder schätzt die korrekte Reihenfolge der beiden Antworten. Er markiert die Antworten mit den Holzklötzchen anhand der angegebenen Symbole auf dem Pfeil-Feld des Kartenhalters und gibt den Kartenhalter an den nächsten Spieler weiter.
Der jeweils nächste Spieler kann eine Antwort entweder annehmen („durchwinken“) oder anzweifeln. Nimmt er die Antwort an, sagt er dies laut und der Spieler, der die Antwort gegeben hat, bekommt zwei Punkte. Der aktive Spieler nimmt damit die bisherige Reihenfolge an und muss sie dem nächsten Spieler zusammen mit seinem nächsten Tipp verantworten. Zweifelt der Spieler die Antwort an, sagt er dies ebenfalls und entfernt den Holzbalken vom Kontrollfenster. Ist die Reihenfolge tatsächlich falsch, erhält der Spieler einen Punkt und die Person davor bekommt keine Punkte. Wer den Fehler gemacht hat, ist dabei egal. War die Reihenfolge richtig, bekommt der Spieler einen Minuspunkt und die Person davor zwei Punkte.
Das Kontrollfenster wird wieder geschlossen und der Spieler schiebt die Karte weiter hoch, bis eine weitere Antwort sichtbar ist. Er ordnet die Antwort in die bisherige Reihenfolge ein und platziert ebenfalls ein Klötzchen, bevor er den Kartenhalter weitergibt. Die Runde endet, wenn alle neun Antworten gegeben wurden, die letzte darf vom folgenden Spieler nochmals angezweifelt werden. Für diese letzte Antwort wird das Kontrollfenster von der kontrollierenden Person geheim geöffnet und sie gibt an, ob sie korrekt oder falsch an. Die letzte ratende Person darf bei einer fehlerhaften Reihenfolge nochmals versuchen, die Klötzchen in die richtige Reihenfolge zu bringen; gelingt dies, erhält sie einen weiteren Punkt.
Nach Rundenende wird die Karte unter die Deckkarte geschoben und der nächste Startspieler zieht eine neue Karte von unten für die nächste Runde. Das Spiel endet, sobald jeder Spieler einmal Startspieler war. Gewinner ist der Spieler mit den meisten Punkten auf der Punkteleiste.

## Ausgaben und Rezeption
Schätz it if you can wurde von Ralf zur Linde entwickelt und erschien 2023 auf Deutsch bei dem deutschen Verlag Moses.
2024 wurde das Spiel von der Jury des Spiels des Jahres auf die Empfehlungsliste zum Spiel des Jahres aufgenommen. Sie schrieb zur Begründung:

„Hätten Sie gewusst, welcher Jungenname im Jahr 2021 beliebter war? Jannis oder Matteo? Oder doch eher Fritz? Hand aufs Herz – wahrscheinlich nicht! Aber mit ein wenig Abwägen kann man es durchaus qualifiziert schätzen. Und das macht „Schätz it if you can“ vor allem dank der großartigen Fragenauswahl ungeheuer unterhaltsam.“

Der Spielekritiker Harald Schrapers vergleicht das Spielprinzip mit dem der Spielereihe Anno Domini und vergleich es mit dem Spiel Hitster aus dem Vorjahr. Er kritisiert, dass bei den Antworten keine zusätzlichen Informationen gegeben werden, die die Reihenfolge untermauern: „Nach dem Anzweifeln werden die bisher gelegten Steine zwar in die richtige Reihenfolge gebracht, aber keine genauen Daten genannt. Das ist nicht gut. Das Quizspiel Hitster setzt das Anno-Domini-Prinzip vergleichsweise besser um.“ Er vergibt vier von möglichen sechs Punkten für das Spiel. Udo Bartsch beschrieb das Spiel in der spielbox und bewertete es mit 7 von 10 möglichen Punkten. Er benennt das Spiel als für „Quizspielgeschädigte […] heilsame Medizin“ und schreibt: „Allein schon die Spannung, welches potenziell ungewöhnliche Thema das nächste sein wird, verlockt zu weiteren Partien.“

## Belege
1. 1 2 3 4 5 6  
Offizielle Spielregeln für Schätz it if you can, 2. Auflage, moses. 2023
2. ↑  
Versionen von Schätz it if you can in der Datenbank BoardGameGeek; abgerufen am 21. Juli 2024.
3. ↑  
Schätz it if you can auf der Website des Spiel des Jahres e.V.; abgerufen am 21. Juli 2024.
4. ↑  Harald Schrapers: Schätz it if you can, Rezension im Blog Games we Play; abgerufen am 21. Juli 2024.
5. ↑  Udo Bartsch: Stille Nacht, sortierte Nacht. In: spielbox 2/2024, S. 48–49.